# 古城镇 (彭阳县)
古城镇，是中华人民共和国宁夏回族自治区固原市彭阳县下辖的一个乡镇级行政单位。

## 行政区划
古城镇下辖以下地区：
古城村、刘高庄村、温沟村、店洼村、中川村、任河村、乃河村、小岔沟村、海口村、羊坊坪村、挂马沟村、罗山村、甘海子村、王大户村、丁岗堡村、刘沟门村、川口村、田庄村、郑庄村和田壕村。